# Tweede Kamerverkiezingen 2002/Kandidatenlijst/VIP & Ouderenunie
Dit is de kandidatenlijst voor de Tweede Kamerverkiezingen 2002 van de Vrije Indische Partij & Ouderenunie.

## Achtergrond
De lijst is een samenwerkingsverband tussen de Vrije Indische Partij en Ouderenunie, een voortzetting van de Unie 55+. Door gezamenlijk mee te doen met één lijst, hoopten zij meer kans te maken op een zetel, nadat zij in 1998 beide te weinig stemmen hadden gehaald om in de Kamer te komen. De combinatie deed mee in 16 kieskringen. Algemeen lijsttrekker was Rob Koop van de VIP, op nummer 2 stond Ben Otten als lijsttrekker van de Ouderenunie. De lijst bestond uit 15 VIP- en 15 Ouderenunie-kandidaten. De partijen wisten met deze combinatielijst wederom geen zetels te behalen.

## De lijst
1. Rob Koop - 5.494 stemmen
2. Ben Otten - 498
3. Mark Aarts - 216
4. Inge de Frétes - 1.033
5. Herman van Leeuwen - 136
6. Emiel Esajas - 447
7. Nico Schardijn - 260
8. Parney Daimin - 84
9. Ed Felix - 188
10. Huub Schupp (niet in kieskring 7 en 14) - 151
11. Iwan Struyk - 87
12. Lucas Nazloomian - 93+[2]
13. Richard Frans - 58
14. Johan Inslegers - 35
15. Roel Mellenbergh - 81
16. At van Geerenstein-van Bedaf (niet in kieskring 6, 7, 8, 13, 14 en 15) - 15
17. Boely Couwenberg-Trouerbach - 114
18. Fronstance Siegers-Last - 55
19. Edwin Purvis - 82
20. Jan Koopmans (niet in kieskring 6, 7, 13, 14 en 15) - 20
21. Rita Doop-Kopetzky - 51
22. Ido Saueressig - 61
23. Suus Broek-de Jong (niet in kieskring 6, 7, 8, 13, 14 en 15) - 15
24. Donald Kessing - 66
25. Lodewijk Arends - 36
26. Henry Remeeus - 142
27. Jacq Schoeman - 24
28. Peter Cuijpers (niet in kieskring 15) - 25
29. Roy van Huet - 25+[2]
30. Ed Blaauw - 430

PvdA · VVD · CDA · D66 · GroenLinks · SP · SGP · VSP · NMP · PvdT · VIP & Ouderenunie · ChristenUnie · Duurzaam Nederland · Leefbaar Nederland · LPF · Republikeinse Volkspartij
1994 · 1998 · 2002